# Guilherme Leicam
Guilherme Maciel da Costa (Rio Grande, 20 de julho de 1990), mais conhecido como Guilherme Leicam, é um ator, cantor, compositor e diretor brasileiro.

## Biografia
Nascido em Rio Grande no sul do estado do Rio Grande do Sul, é filho de Odete Alves Maciel e Edgar Guilherme da Costa Filho e irmão mais novo de duas irmãs do primeiro casamento de seu pai, Raquel e Cíntia de Pauli Costa. Mudou-se para o Rio de Janeiro junto com sua mãe para investir na carreira de ator. Desde então, estudou teatro e atuou em peças infantis.
Seu nome artístico "Leicam" é seu sobrenome "Maciel" de trás para frente. Guilherme tem uma produtora de cinema, que ele fundou com o objetivo de produzir seus próprios filmes. Em 2008 ingressou na "Oficina de Atores da Globo".

## Carreira
Seu primeiro trabalho foi aos 13 anos, interpretando um dos coroinhas da telenovela Chocolate com Pimenta. Em seguida, participou de mais de 10 espetáculos, entre eles Hair, Cats, Frank Sinatra, Pinóquio e Peter Pan. Em 2010, interpretou seu primeiro trabalho de destaque, na novela das sete Tempos Modernos, como Led. No ano seguinte, estreou no horário nobre como Fábio, em Fina Estampa. Em 2013, foi o protagonista da vigésima temporada de Malhação interpretando o motoqueiro Vitor.
Em 2014, interpretou Laerte, o protagonista e vilão da segunda fase de Em Família, que na terceira fase, é interpretado por Gabriel Braga Nunes. Ainda em 2014, interpretou seu segundo vilão, o nadador Gustavo em Alto Astral. No mesmo ano, criou a Dialética Filmes, uma produtora de conteúdos audiovisuais. Em 2016, interpretou Tito em Malhação: Seu Lugar no Mundo. Em 2017, se lançou como cantor lançando o single "Papo de Sapo". Ainda em 2017, viveu Artur na novela Tempo de Amar. Em 2018, lançou o single "Trato" e seu extended play (EP) de estreia intitulado Ao Vivo em Fortaleza. Em 2019, integrou no elenco da novela A Dona do Pedaço interpretando Leandro, apelidado de "Mão Santa".

## Vida pessoal
Entre 2013 e 2019, namorou por quatro anos a atriz e modelo Bruna Altieri.

## Filmografia

### Televisão
| Ano  | Título                        | Personagem                          | Notas                      |
| ---- | ----------------------------- | ----------------------------------- | -------------------------- |
| 2003 | Chocolate com Pimenta         | Coroinha                            | Episódio: "27 de setembro" |
| 2010 | Tempos Modernos               | Led Piñon                           |                            |
| 2011 | Fina Estampa                  | Fábio Passarelli                    |                            |
| 2012 | Malhação: Intensa como a Vida | Vitor Machado                       | Temporada 20               |
| 2014 | Em Família                    | Laerte Fernandes                    |                            |
| 2014 | Alto Astral                   | Gustavo Martins                     |                            |
| 2015 | Malhação: Seu Lugar no Mundo  | Tito Torres                         | Temporada 23               |
| 2017 | Tempo de Amar                 | Artur Ferreira de Sá                |                            |
| 2019 | A Dona do Pedaço              | Leandro Martins Ramirez (Mão Santa) |                            |
| 2022 | Tô de Graça                   | Dentista Ronaldo                    | Participação Especial      |

## Teatro
| Ano  | Título      | Papel   |
| ---- | ----------- | ------- |
| 2010 | Os Campeões | Bruno   |
| 2012 | Herdeiros   | Leandro |

## Direção

### Cinema
| Ano  | Título         | Nota           |
| ---- | -------------- | -------------- |
| 2017 | O Filho da Mãe | Curta-metragem |

### Internet
| Ano  | Título        | Nota      |
| ---- | ------------- | --------- |
| 2017 | Sociedade Psi | Web-série |

### Videoclipes
| Ano  | Canção    | Artista |
| ---- | --------- | ------- |
| 2014 | "Joga Aê" | V3      |

## Discografia

### Extended plays(EP)
| Álbum                | Detalhes                                                                                      |
| -------------------- | --------------------------------------------------------------------------------------------- |
| Ao Vivo em Fortaleza | Lançamento: 12 de junho de 2018 Formatos: Download digital, streaming Gravadora: Independente |

### Singles
| Título       | Ano  | Álbum                         |
| ------------ | ---- | ----------------------------- |
| Papo de Sapo | 2017 | Não adicionado a nenhum álbum |
| Trato        | 2018 | Não adicionado a nenhum álbum |

## Prêmios e indicações
| Ano  | Prêmio                  | Categoria               | Trabalho indicado | Resultado | Ref    |
| ---- | ----------------------- | ----------------------- | ----------------- | --------- | ------ |
| 2010 | Prêmio Qualidade Brasil | Melhor Ator Revelação   | Tempos Modernos   | Indicado  | [ 29 ] |
| 2013 | Capricho Awards         | Melhor Ator Nacional    | Malhação          | Indicado  | [ 30 ] |
| 2015 | Prêmio Contigo! de TV   | Melhor Ator Coadjuvante | Alto Astral       | Indicado  | [ 31 ] |